# Nathaniel Parker Willis
Nathaniel Parker Willis (20 de janeiro de 1806 – 20 de janeiro de 1867) foi um escritor, poeta e editor norte-americano, que trabalhou conjuntamente com diversos outros autores notáveis de sua época, incluindo  Edgar Allan Poe e Henry Wadsworth Longfellow. 
Nascido em Portland, Maine, Willis veio de uma família de redatores. Seu avô era o proprietário de  um jornal que circulava em Massachusetts e Virginia, e seu pai, Nathaniel Willis foi o fundador da Youth's Companion, o primeiro jornal editado especificamente para o público infantil.